# Breathless (álbum de Camel)
Breathless es el sexto álbum de estudio del grupo de rock progresivo Camel publicado en 1978. Es también el último trabajo de Peter Bardens con Camel, quien mantuvo frecuentes disputas con Latimer durante la grabación, y abandonó el grupo antes de iniciar la gira para promocionar este nuevo disco.

## Creación
Tras varios años trabajando con el productor Rhett Davies, el grupo decide para su nueva propuesta renovar varios aspectos incluida la producción que es dirigida por Mick Glossop  y repartir el tiempo entre los estudios de The Manor, Chipping Norton Recording Studios y los Threshold Studios perteneciente a la banda The Moody Blues. La banda profundiza la línea iniciada ya en el anterior Rain Dances con canciones más cortas, virando decididamente al pop, manteniendo algunos sonidos de su característica escena de Canterbury y fusionando arreglos con matices de jazz, pero ya bastante lejos de las obras conceptuales y los sonidos sinfónicos de su primera etapa. Breathless fue un disco difícil de grabar por las disputas en la dirección y línea musical a seguir de Camel  entre sus principales compositores Peter Bardens y Andy Latimer.  De hecho, será David Sinclair del grupo Caravan  quien tocaría en dos de las canciones del disco, "You Make Me Smile" y "Rainbow´s End", esta última, dedicada a Peter Bardens que abandonaría el grupo el 30 de julio de 1978.

## Tour
La formación por entonces de Camel estaba compuesta por Andy Latimer, Andy Ward, Mel Collins y Richard Sinclair más los dos nuevos miembros, David Sinclair y Jan Schelhaas ambos teclistas y de la banda de canterbury Caravan.
La gira comienza el 7 de septiembre en Inglaterra siguiendo por Europa, Japón y USA, finalizando el 18 de febrero en el The Roxy Theatre de Hollywood, California, Estados Unidos.

## Lista de temas
1. "Breathless " - Bardens, Latimer, Ward – 4:20
2. "Echoes " - Bardens, Latimer, Ward – 7:20
3. "Wing and a Prayer" - Latimer – 4:46
4. "Down on the Farm" - Sinclair – 4:25
5. "Starlight Ride" - Latimer, Bardens – 3:26
6. "Summer Lightning" - Latimer, Sinclair – 6:10
7. "You Make Me Smile" - Latimer, Bardens – 4:18
8. "The Sleeper" - Bardens, Latimer, Ward, Collins – 7:08
9. "Rainbow's End" - Latimer, Bardens – 3:01

## Intérpretes
- Andrew Latimer - Guitarra, CS80/50, Voces
- Peter Bardens - Teclados
- Andy Ward - Batería, Percusión
- Richard Sinclair - Bajo, Voces
- Mel Collins - Saxofón, Flauta
- David Sinclair - teclados en "Rainbow´s End y "You Make Me Smile"
- Jan Schelhaas - teclados en "You Make Me Smile"